# 南北花園站
南北花园站位於吉隆坡文良港和旺沙玛珠，是巴生谷格拉那再也线中唯一一个的位于地上的轻快铁车站，主要服务文良港、旺沙玛珠和南北花园一带的居民。本站于2010年圣诞前夕开幕。

## 历史

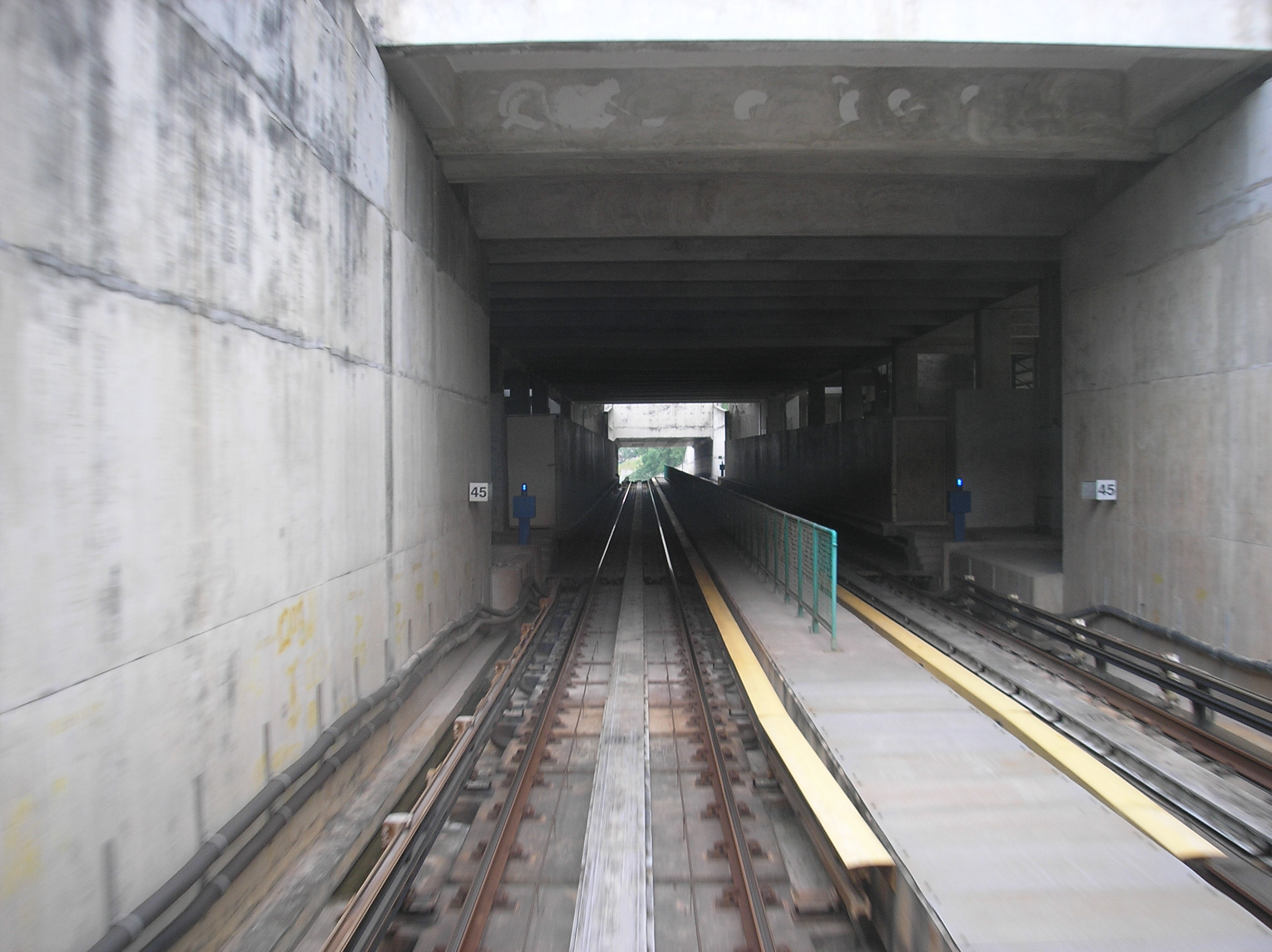
2007年3月仍未开放的南北花园站，可看见本站内部结构和站台未完成。

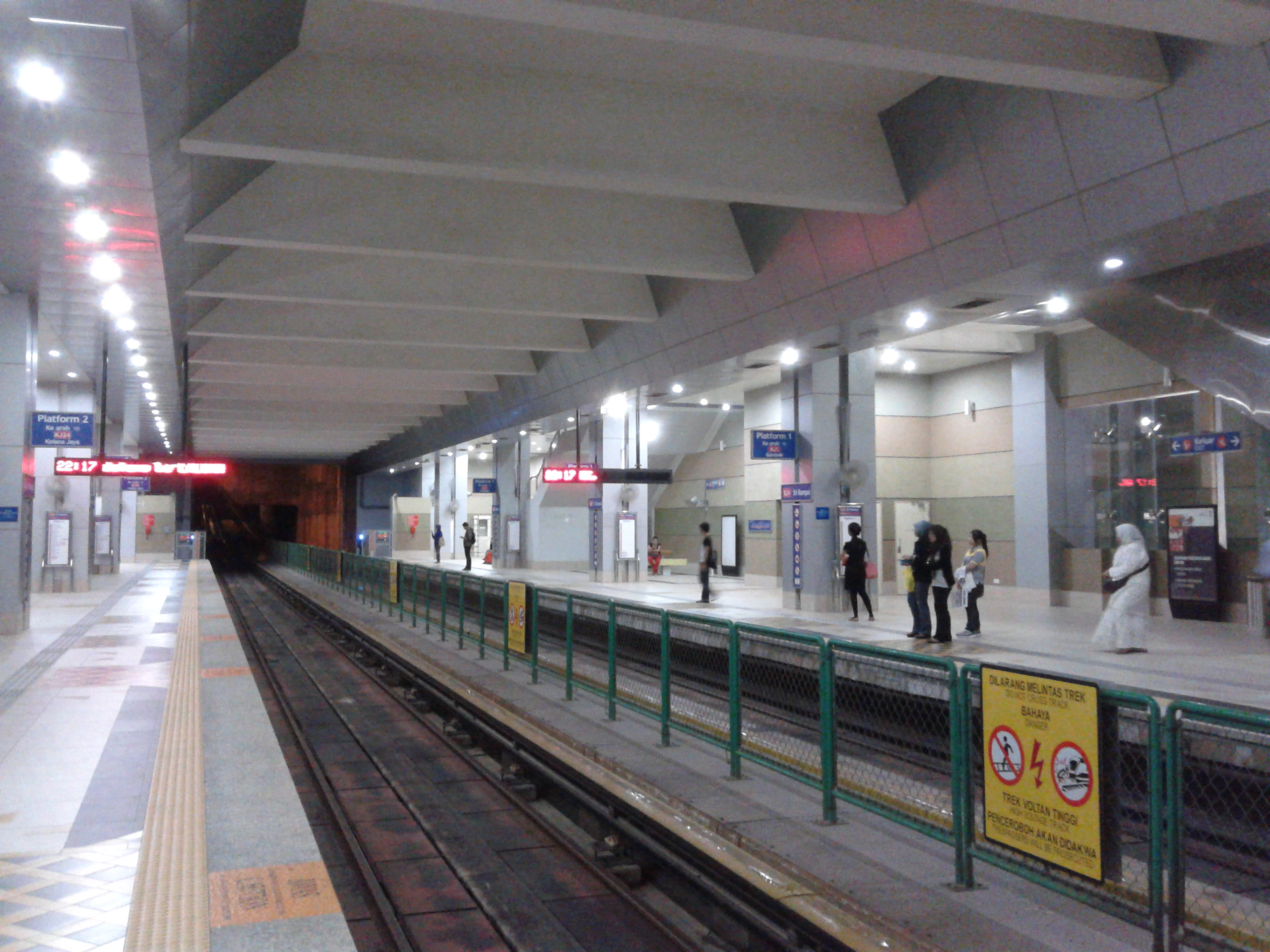
2013年2月夜晚的南北花园站

本站与其余同阶段车站于1996年兴建，但最后于1997年遭到终止因周边区域人口稀少且当地一个房屋计划被取消。当其余车站于1999年开放时，本站虽然标示在路线图中，但其实是一个幽灵车站，所有格蘭那再也綫的列車都只是經過該站而不停留，換言之旺沙瑪珠站的下一站即為斯迪亞旺沙站。
2006年8月25日，本站轨道被洪水淹没，使整个格拉那再也线系统瘫痪数小时并使城中城站至吉隆坡中央车站等主要车站堵塞。而服务也在8时30分恢复正常。
2008年9月起，车站开始进行翻新，因附近区域拥有几个产业发展，其中包括旺沙逍遥游（Wangsa Walk Mall）和一间家乐福（Carrefour，现为永旺霸市「AEON BiG」）。本站于2010年12月完工，并于圣诞前夕开放至今。

## 车站结构
该站是一个两级地上车站，站台区域（包含两个侧式站台）构造位于表面下方，而其余的结构则位于表面上方。与同线其他车站的高架或地下车站相比，本站是唯一一个位于地面的车站。本站也设有停车场，而乘客出站即有巴士或计程车在外停靠。

## 巴士服务
本站也是吉隆坡快捷通巴士在吉隆坡的巴士停靠处之一。以下为停靠于此站的巴士服务。
- 251 ：旺沙玛珠永旺霸市（AEON BiG）－秋杰[5]
- T221 ：南北花园站－美拉华蒂花园[6]
- T222 ：南北花园站－优景柏兰岭[7]
- T251 ：南北花园站－旺沙玛朱第十区[8]
- 褐线 ：南北花园站－旺沙玛朱第十区

## 服务时间
以下营运时间以官方网站为准。
| 星期一至六            | 星期日及公假 | 星期一至六 | 星期日及公假 | 星期一至六 | 星期日及公假 |       |
| 格拉那再也线          |              |            |              |            |              |       |
| 从布特拉高原 往鹅唛站 | 06:00        | 06:00      | 23:35        | 23:20      | 00:32        | 00:03 |
| 从鹅唛 往布特拉高原站 | 06:00        | 06:00      | 23:35        | 23:20      | 23:43        | 23:25 |

## 车站周边
- 帝沙布特拉高级公寓（Desa Putra Condo）
- 旺沙逍遥游（Wangsa Walk Mall）
- 永旺霸市（AEON BiG Wangsa Maju）